# Chade
Chade, também chamado de Tchade (em árabe: تشاد, lit. 'Tshād'; em francês: Tchad), oficialmente República do Chade (em árabe: جمهوريّة تشاد; romaniz.: Jumhūriyyat Tshād; em francês: République du Tchad) é um país sem acesso ao mar, localizado no centro-norte da África. Faz fronteira com a Líbia a norte, com o Sudão a leste, com a República Centro-Africana a sul, com Camarões e Nigéria a sudoeste e com o Níger a oeste. Encontra-se dividido em três grandes regiões geográficas: a zona desértica no norte, o cinturão árido do Sael no centro e a savana sudanesa fértil no sul. O Lago Chade, do qual o país obteve o seu nome, é o segundo maior corpo de água da África e o maior do país. O ponto mais alto do Chade é o Emi Koussi no Deserto do Saara. Sua capital e cidade mais populosa é Jamena. O país abriga mais de duzentas etnias. Os idiomas oficiais são o árabe e o francês, enquanto as religiões oficiais são o islã e o cristianismo.
O território chadiano começou a ser ocupado de forma numerosa há nove mil anos, com vários estados e impérios desaparecendo na zona central do país por volta de três mil anos atrás - todos eles dedicados a controlar as rotas do comércio transaariano que cruzavam a região. No século XIX, com a Conferência de Berlim, a França conquistou e colonizou este território e o incorporou à África Equatorial Francesa. Em 11 de agosto de 1960, a independência foi proclamada, pela liderança de François Tombalbaye. Em 1965, revoltas contra a política do país fizeram com que os muçulmanos da região norte entrassem em uma guerra civil. Assim, em 1979, rebeldes tomaram a capital do país e puseram fim à hegemonia dos cristãos da região sul. Entretanto, comandantes rebeldes permaneceram em conflito constante até Hissène Habré se impor ante seus rivais, mas em 1990 Idriss Déby derrotou-o. Recentemente, o conflito de Darfur no Sudão atravessou a fronteira e gerou o conflito entre Chade e Sudão, com centenas e milhares de refugiados vivendo em acampamentos no leste do país.
Enquanto existem vários partidos políticos ativos no país, o poder recai firmemente nas mãos do presidente Déby e seu partido, o Movimento Patriótico de Salvação. Em abril de 2021 o presidente Idriss Déby foi morto durante uma operação militar contra rebeldes no norte do país, sendo o poder assumido por uma junta militar, na qual o seu filho, o general Mahamat Idriss Déby, ficou com o cargo de chefia. No Chade ainda ocorre violência política e frequentes golpes de estado. Atualmente, o Chade é um dos países mais pobres e com maior índice de corrupção no mundo. A maioria de sua população vive abaixo da linha de pobreza. Desde 2009, o petróleo passou a ser a maior fonte de exportações no país, ultrapassando a tradicional indústria de algodão.

## Etimologia
A etimologia de "Chade", que também pode ser escrito como "Tchade" ou "Tchad", deriva de um dos principais corpos de água do país, o Lago Chade. A palavra "Chade" em algumas línguas locais significa "lago" ou "grande corpo de água".

## História

Ao derrotar e assassinar Rabi Azubair em 22 de abril de 1900, na Batalha de Cusseri, a França liberou o maior obstáculo que tinha à colonização do Chade

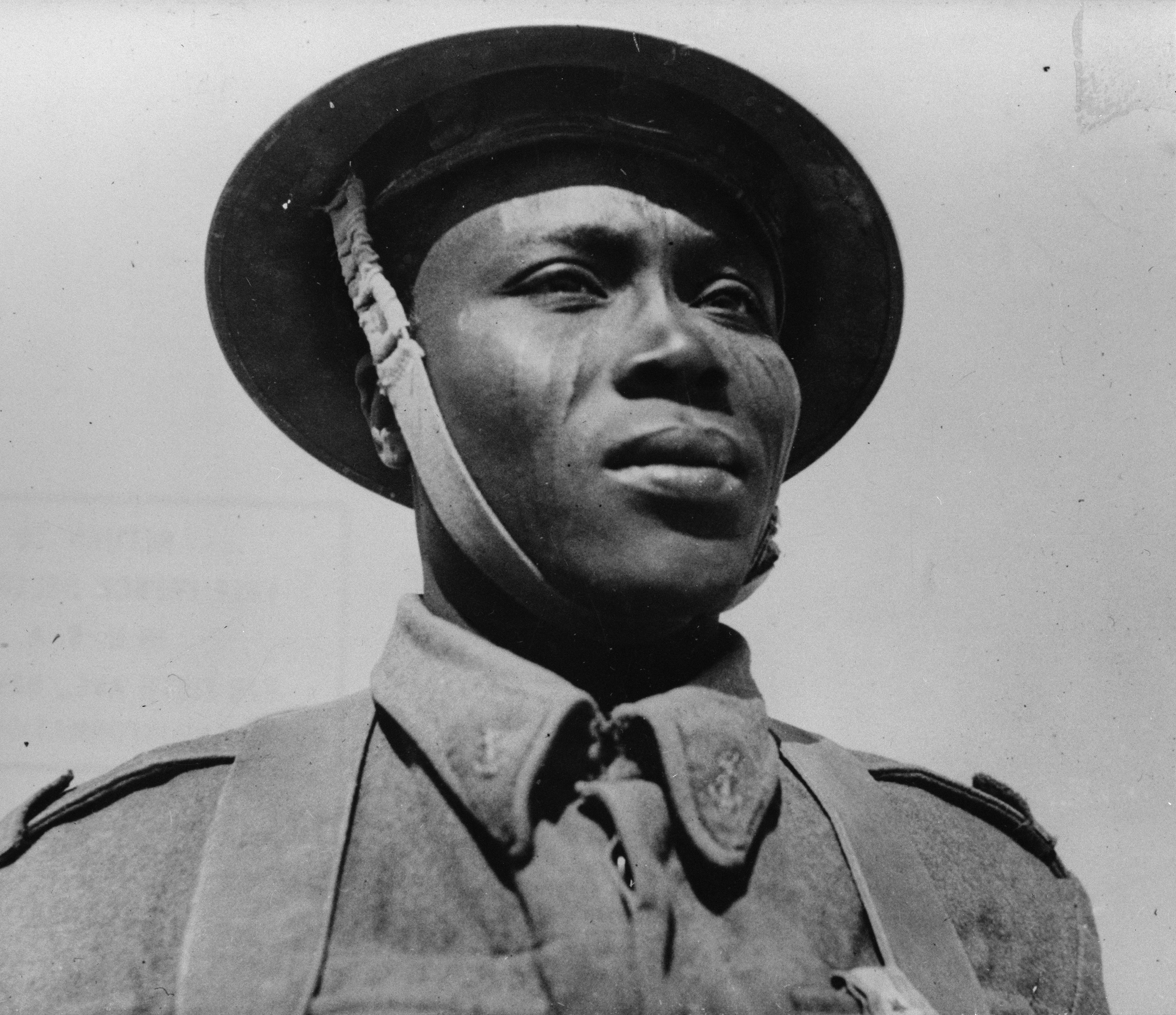
Mais de quinze mil soldados chadianos foram obrigados a servir ao exército francês durante a Segunda Guerra Mundial

A partir do sétimo milênio antes de Cristo, as condições ecológicas em parte do território chadiano favoreceram os assentamentos humanos e a região apresentou um alto crescimento demográfico. Alguns dos sítios arqueológicos mais importantes se encontram no Chade, entre eles destaca-se a região de Borcu-Enedi-Tibesti. Por mais de dois mil anos, o Chade estava sendo povoado por grupos agrícolas sedentários e várias civilizações viveram na região. A primeira delas foi a civilização saô, conhecido por seus simples artefatos e tradições orais. Os saôs caíram ante o Império de Canem, o primeiro mais duradouro dos impérios que se assentaram na região que corresponde atualmente ao Sael chadiano durante o primeiro milênio. O poderio do Império de Canem e de seus sucessores foi baseado no controle de rotas do comércio transaariano que cruzava a região. Esses estados nunca estenderam seu domínio até os vales férteis do sul, exceto ao comércio de escravos.
A partir de 1900, o Império Colonial Francês deu passo à criação do Território Militar do País e Protetorado do Chade (em francês: Territoire Militaire des Pays et Protectorats du Tchad). Em 1920, a França havia assegurado o controle absoluto da colônia e incorporou o território do Chade à África Equatorial Francesa. O domínio francês no Chade foi caracterizado pela ausência de políticas para unificar o território e retardar a modernização. Os franceses viam a colônia como uma importante fonte de mão de obra barata e algodão, onde em 1929 a França introduziu a produção em grande escala desta matéria prima. Durante a administração colonial do Chade, os governadores se apoiavam em elementos do serviço militar francês. Apenas a parte sul do país era governada de maneira efetiva, já que no norte e no leste do país a presença francesa era escassa, o que levou a um sistema educacional deficiente. Após a Segunda Guerra Mundial, o Chade passou a ser um departamento ultramarino francês, para que seus habitantes tivessem o direito de eleger os representantes na Assembleia Nacional Francesa e a criação de uma assembleia chadiana. O maior partido político da época era o Partido Progressista Chadiano, com bases localizadas na parte sul do país. O Chade obteve sua independência em 11 de agosto de 1960, com o líder do partido, François Tombalbaye, que se tornou o primeiro presidente.
Dois anos depois, Tombalbaye dissolveu os partidos de oposição e estabeleceu o unipartidarismo. O governo autocrático e Tombalbaye e sua má administração geraram tensões entre as distintas etnias do país e em 1965 os muçulmanos iniciaram uma guerra civil. Tombalbaye foi assassinado em 1975, mas o conflito continuou. Em 1979 as facções rebeldes tomaram a capital e todas as autoridades civis sofreram um colapso e o poder do país passou aos rebeldes armados, a maioria provenientes do norte do país. A desintegração do Chade provocou o colapso da presença francesa no país. A Líbia tentou tomar o controle do país e se envolveu na guerra civil. Em 1987, a aventura líbia terminou em desastre, quando o presidente Hissène Habré, apoiado pela França, invocou que os chadianos se unissem em apenas um grupo como nunca havia se visto antes, e assim obrigar o exército líbio a se retirar.
Habré consolidou sua ditadura através de um sistema de corrupção e violência. Ao redor de quatrocentas mil pessoas foram assassinadas durante seu mandato. O presidente favoreceu sua tribo de origem, a daza, e discriminou os membros de sua tribo inimiga, os zagauas. Em 1990, o general Idriss Déby o derrubou.
Déby tentou reconciliar os rebeldes e reintroduziu o unipartidarismo. Por meio de um referendo os chadianos aprovaram uma nova constituição e, em 1996, Déby ganhou as eleições presidenciais. Em 2001, começou no país a exploração do petróleo, que trouxe consigo esperanças que o Chade iria alcançar a paz e a prosperidade. Entretanto, conflitos internos voltaram e se instalou uma nova guerra civil (2005-2010). Unilateralmente, Déby modificou a constituição para manter o máximo de dois períodos para cada presidente, o que ocasionou controvérsia entre civis e partidos de oposição. Desta forma, em 2006 Déby ganhou pela terceira vez as eleições presidenciais. Em 2006 e 2008, os rebeldes tentaram tomar novamente a capital do país, mas sem êxito. No leste do Chade, a violência étnica tem aumentado. Os membros do Alto Comissariado das Nações Unidas para os Refugiados advertem que um genocídio, similar ao que ocorre em Darfur, pode estar ocorrendo no Chade.
O Chade é atualmente um dos principais parceiros de uma coalizão na África Ocidental na luta contra a influência do Boko Haram. Em 2017, o país foi incluído na Proclamação Presidencial 9645, a versão ampliada da Ordem Executiva 13 780 do presidente dos Estados Unidos, Donald Trump, que restringe a entrada de cidadãos de oito países, incluindo o Chade, em território norte-americano. Esta iniciativa gerou protestos do governo chadiano.

## Geografia

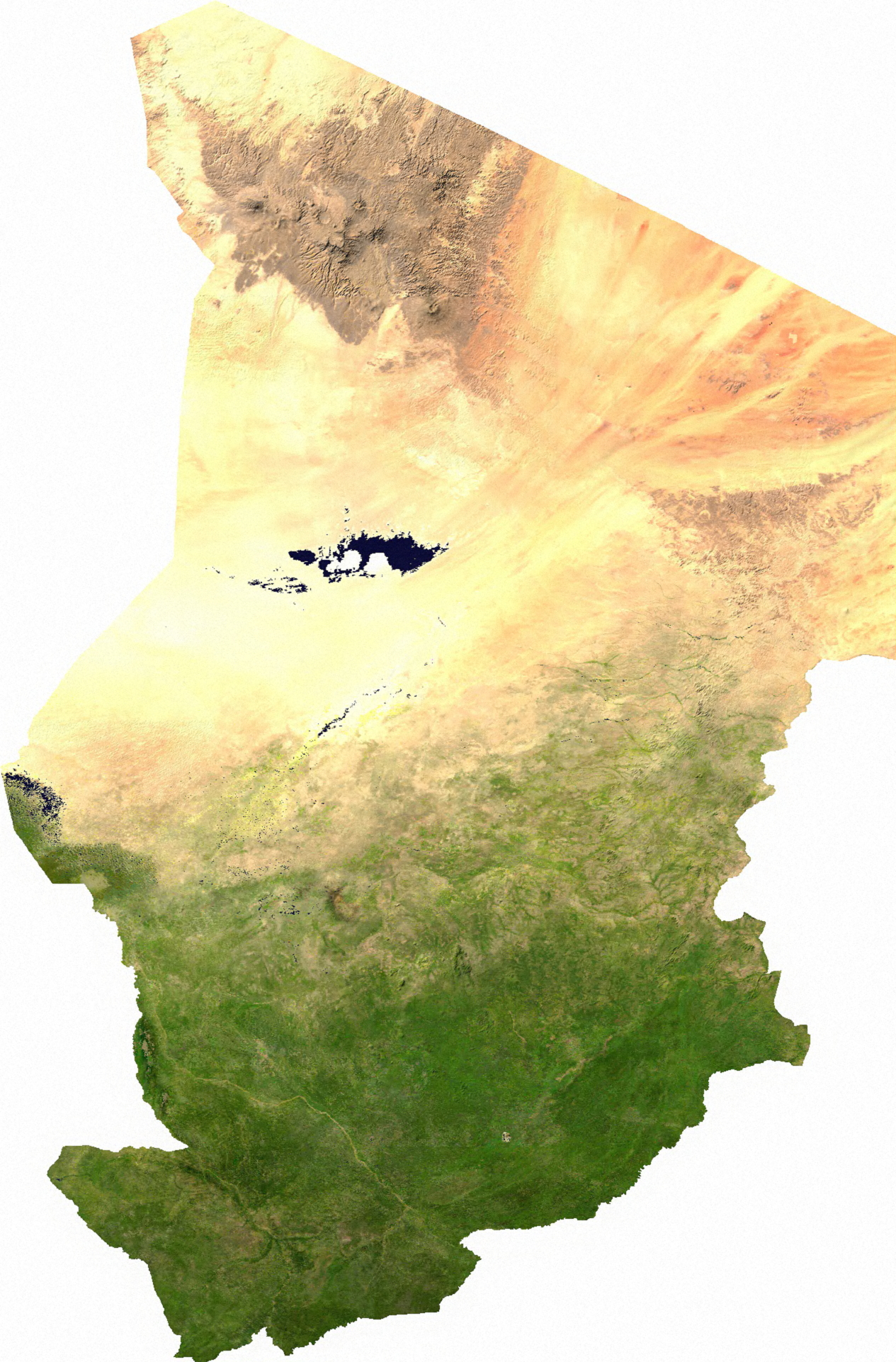
Chade visto de satélite

Com 1,284 milhões de quilômetros quadrados, o Chade é o vigésimo primeiro maior país do mundo, sendo um pouco menor que o Peru e a África do Sul. O Chade está localizado no norte da África Central, entre os paralelos 8º e 24º norte e os meridianos 14º e 24º leste. Limita-se a norte com a Líbia, a leste com o Sudão, a oeste com Níger, Nigéria e Camarões e ao sul com a República Centro-Africana. A capital do país está a 1 060 quilômetros do ponto mais próximo (Duala em Camarões). Devido à distância ao mar e ao clima predominantemente desértico no país, o Chade é muitas vezes referido como o "coração morto da África".
As fronteiras do Chade não coincidem com nenhuma fronteira natural, herança de seu período colonial. A estrutura física predominante é uma bacia ampla limitada no norte e leste, e ao sul por cadeias montanhosas. O Lago Chade, do qual o país obteve seu nome, são restos de um imenso lago que já ocupou mais de 330 000 quilômetros quadrados da bacia chadiana há mais de setecentos mil anos, ainda que atualmente apenas 1 500 quilômetros quadrados de sua superfície esteja a sujeita a fortes flutuações estacionárias. Este lago é o segundo maior corpo de água da África. O Emi Koussi, vulcão inativo no monte Tibesti, alcança 3 415 metros de altitude, sendo o ponto mais alto do país e do Saara, estando localizado na fronteira do Chade no Deserto do Saara.

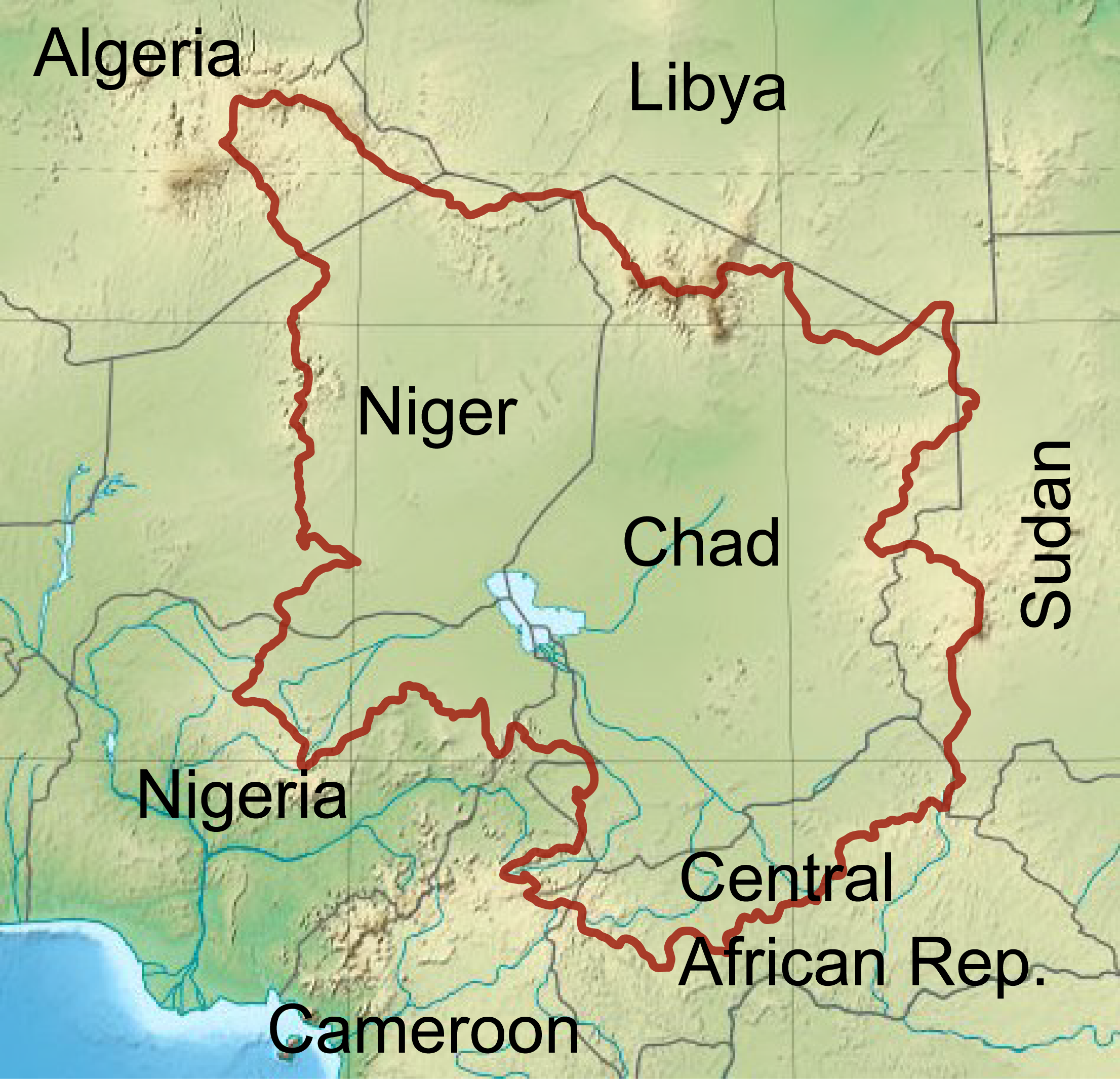
Área da bacia do Chade

A cada ano, um sistema climático tropical, conhecido como Zona de Convergência Intertropical (ZCIT), atravessa o Chade de sul a norte, trazendo consigo a estação das chuvas que dura de maio a outubro no sul e de junho a setembro na região do Sahel. As variações nas precipitações locais criam três importantes zonas geográficas. O Saara se localiza na parte norte do país, onde as precipitações anuais não chegam a 500 milímetros. Borkou é a região mais árida do Saara. A vegetação desta zona é escassa; ocasionalmente sobrevivem algumas palmeiras, que são os únicos que crescem a sul do Trópico de Câncer.
O Saara atravessa o centro do Chade, onde as precipitações estão entre 300 e 600 milímetros anualmente. A região do Sael ocupa uma estepe de arbustos espinhosos (em sua maioria acácias) e gradualmente se converte em uma savana na parte sul do Chade. Nesta parte do país, as precipitações chegam a 900 milímetros anualmente. Os pastos altos e os extensos pântanos da região a convertem em um habitat ideal a algumas aves, répteis e grandes mamíferos. Os principais rios do Chade são o Logone, o Chari e seus afluentes, que percorrem savanas desde o sul até o sudeste do lago Chade.
No ano de 2018, usuários da Internet começaram a destacar a forma similar das fronteiras do país Chade com o rosto do    "Chad" no meme "virgin vs. Chad".

## Demografia
Estudos de 2005 calculam a população do Chade em 10 146 000 habitantes: 25,8% vivem em áreas urbanas e 74,2% em rurais. A população do país é jovem. Estima-se que 47,3% tenha menos de 15 anos. A taxa de natalidade é de cerca de 42,35 nascimentos por 1 000 pessoas, a taxa de mortalidade é de 16,69. A esperança média de vida alcança de 47,2 anos.
A população do Chade é distribuída de forma desigual. A densidade populacional é de 0,1/km² (extremamente baixa) na região saariana de Borcu-Enedi-Tibesti, enquanto na região do Logone Ocidental chega a 52,4/km². Na capital, ainda é mais elevada: aproximadamente metade da população deste estado vive no sul deste território, que o converte na região mais densamente povoada. A vida urbana se encontra restringida virtualmente na capital, onde a população se dedica principalmente no comércio. As outras principais cidades são Sarh, Mundu, Abéché e Doba, onde, ainda que sejam menos urbanizadas, estão crescendo rapidamente e se unem à capital como centros decisivos ao crescimento de sua economia. Desde 2003, 230 000 refugiados sudaneses têm deslocado ao leste do Chade fugindo da região de Darfur. Com os 172 000 chadianos deslocados pela guerra civil no leste, este acontecimento tem gerado tensões crescentes entre as comunidades da região.
A poligamia é comum no país e mais de 39% de mulheres vivem nesse tipo de união. Ela é apoiada por lei, que permite automaticamente a poligamia, exceto quando as cônjuges especifiquem que tal será inaceitável no casamento. Apesar de a violência contra mulheres ser proibida, a violência doméstica é comum. A mutilação genital feminina é proibida, mas a prática está espalhada e profundamente enraizada na tradição: 45% das mulheres do Chade se submetem ao procedimento, com as taxas mais altas entre os árabes, hajarai e uadaianos (90% ou mais). São registradas porcentagens inferiores entre os saras (38%) e os tubus (2%). As mulheres carecem de uma igualdade de oportunidade na educação e formação, com poucos postos de trabalho formal no setor. Ainda que as leis proprietárias e a herança baseadas no código francês não discriminem a mulher, os líderes locais julgam a maioria dos casos de herança nos homens, segundo a política tradicional.
O Chade tem mais de 200 grupos étnicos distintos. Os povos do Chade tendem a ser, no entanto, classificados de acordo com a região geográfica onde vivem. No sul vivem povos sedentários, tais como os saras, o maior grupo étnico do país, cuja unidade social essencial é a linhagem (ou descendência). Na região do Sahel, povos sedentários vivem lado a lado com povos nômades, como os tubus. As línguas oficiais do país são o francês e o árabe, porém, mais de cem idiomas e dialetos são falados pelo país. Devido ao importante papel desempenhado por comerciantes árabes itinerantes e mercadores estabelecidos em comunidades locais, o árabe chadiano foi convertido em língua franca.

### Religião

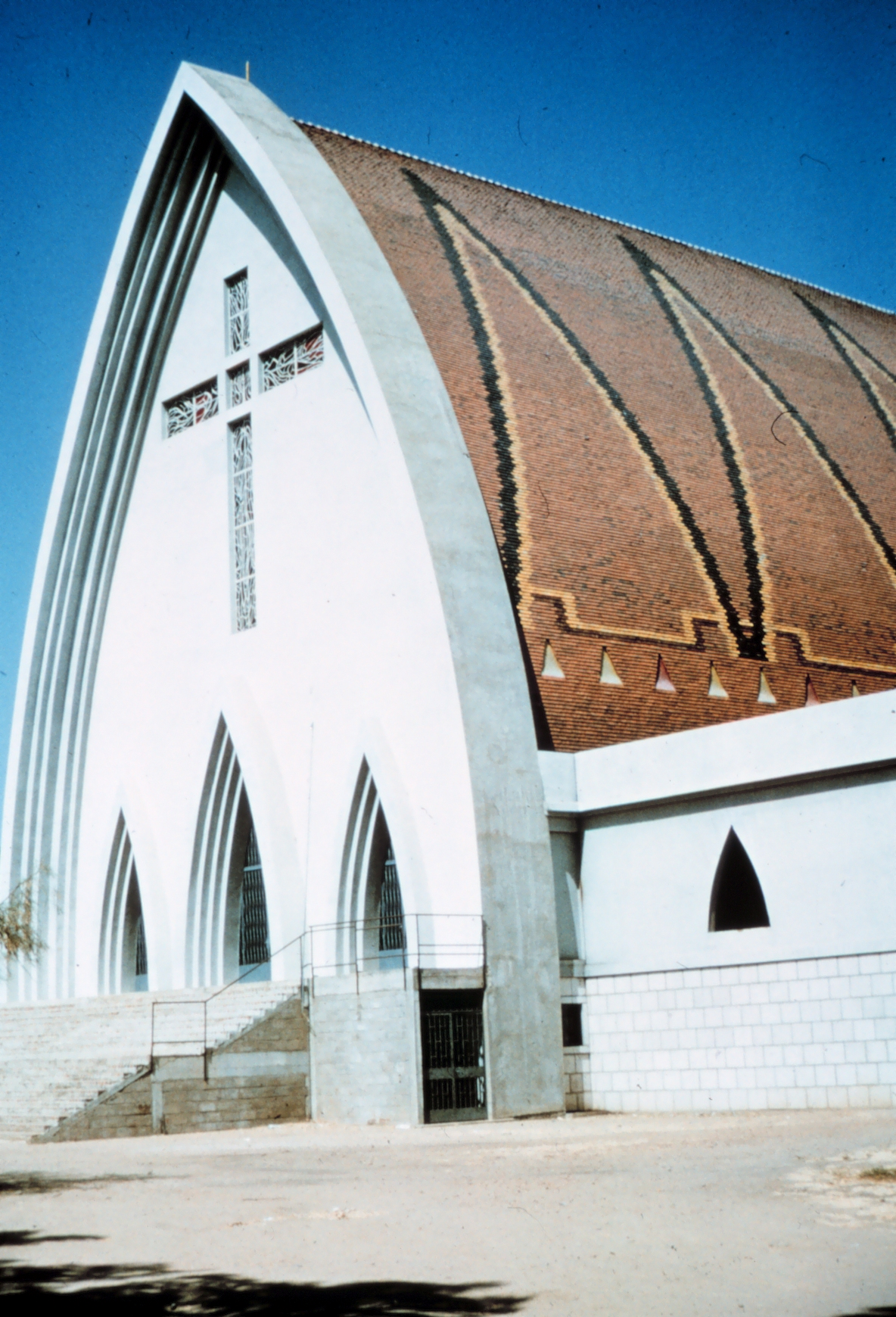
Catedral da Arquidiocese de Jamena, localizada na capital do país

O Chade é um país religiosamente diverso. O censo de 1993 mostrou que 54% dos chadianos eram muçulmanos, 20% católicos romanos, 14% protestantes, 10% animistas e 3% ateus. O animismo inclui uma variedade de religiões ancestrais. O islã, que é caracterizado por um conjunto ortodoxo de crenças e celebrações, expressa-se de diversas formas. O cristianismo chegou ao Chade através dos franceses; como também o islã foi mesclado por meio de vários aspectos das crenças dos antigos povos que habitaram o território. A maior parte dos muçulmanos se concentra no norte e leste do Chade, enquanto cristãos e animistas vivem na parte sul. A constituição estabelece um estado laico e garante a liberdade religiosa; geralmente, as diferentes comunidades religiosas coexistem sem problemas.
A maior parte dos muçulmanos seguem um ramo do islã místico (sufismo), conhecida em território local como Tijaniyah, que incorpora alguns dos elementos religiosos locais. Uma pequena minoria de muçulmanos do país mantém práticas mais fundamentalistas, que, em alguns casos, podem estar associadas com sistemas de crenças sauditas, como o wahhabismo e o salafismo.
Os católicos representam a maior denominação cristã no país. A maioria dos protestantes está afiliada a diversos grupos cristãos evangélicos. Os membros da Fé Bahá'í e as Testemunhas de Jeová são outras comunidades religiosas presentes no Chade. Ambos foram introduzidos depois da independência (1960), sendo consideradas como religiões "novas" no país.
O Chade é o lugar de missionários estrangeiros que representam diversos grupos cristãos. Também existem pregadores muçulmanos provenientes do Sudão, Paquistão e Arábia Saudita, este último financiando projetos socioeducativos e a construção de grandes mesquitas.

### Densidade
A densidade populacional no Chade era de 13,04 pessoas por um metro quadrado em 2020.  No entanto, a população está distribuída de forma desigual. De acordo com o censo do país de 2009,  a densidade é de cerca de 1 habitante por km² na região saariana de Borkou-Ennedi-Tibesti, na metade norte do país, mas quase 40 no sul, com mais de 95 habitantes por km² na região de Logone Ocidental.
Como a distribuição da população do país depende em grande parte das condições climáticas, o Chade pode ser dividido em três zonas, que podem ser descritas como zonas geoclimáticas. Na região saariana de Borkou-Ennedi-Tibesti, que tem o tamanho da França continental e representa quase metade da superfície do Chade, quase não chove. As atividades agrícolas são limitadas e apenas 5% da população chadiana vive nesta área. No centro do país fica a zona saheliana. Esta segunda parte, quase tão grande quanto a primeira (43% da área total do país), inclui as regiões de Batha, Biltine, Ouaddaï, Guéra, Kanem, Salamat e Chari Baguirmi.
A precipitação é variável (entre 200 e 800 mm por ano) e, com pouco menos de 2,5 milhões de habitantes, a densidade populacional média continua muito baixa. Sorgo e amendoim são cultivados aqui, e gado é criado. Por fim, a terceira e última zona, que representa apenas 10% da área total do país, é a zona sudanesa, que inclui as regiões de Mayo Kebbi, Logone Orientale, Logone Occidental, Moyen Chari e Tandjilé. Com precipitações que variam entre 800 e 1.200 mm por ano, as terras são muito mais férteis e adequadas para diversas culturas (arroz, oleaginosas, tubérculos, etc.). Em 2008, havia quase 7 milhões de habitantes, com uma densidade média de 38 habitantes por km².
A maioria dos chadianos vive nas áreas férteis ao sul dos rios Logone e Chari. Quase 50% da população vive no quinto mais meridional do país, tornando-a a região mais densamente povoada. Apenas 27% dos chadianos vivem em cidades, com quase metade dos moradores urbanos vivendo em Jamena, a capital, que tinha uma população de 1.896.032 em 2016. As outras cidades principais são Moundou (Logone Occidental) com 158.221 habitantes, Sarh (Moyen-Chari) com 133.757 habitantes e Abéché (Ouaddaï) com 83.155 habitantes.
De acordo com um estudo realizado e publicado pelo Comité dos Estados Unidos para os Refugiados e Imigrantes em 2007, o Chade acolheu 294.100 refugiados e requerentes de asilo, um número muito elevado deles (242.600) provenientes do vizinho do Sudão, fugindo da guerra em Darfur, e o resto da República Centro-Africana.

## Política

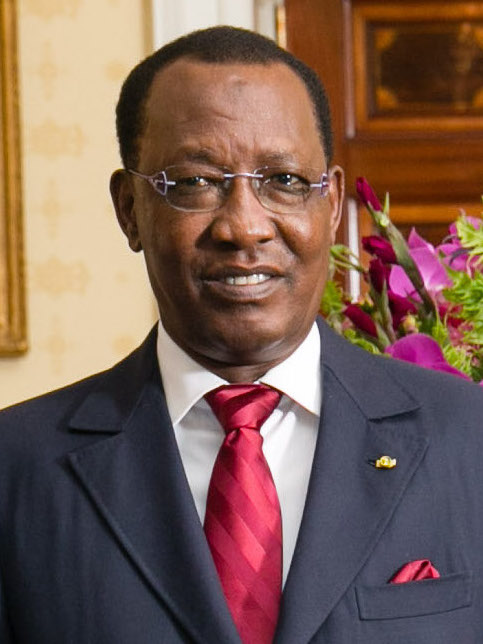
Idriss Déby, o sexto presidente do Chade, governou seu país entre 1990 até 2021.

A constituição estabelece um forte poder executivo encabeçado pelo presidente, que domina o sistema político. O presidente tem o poder de nomear o primeiro-ministro e exerce uma influência considerável sobre a nomeação de juízes, generais, funcionários provinciais e chefes de empresas paraestatais. Em caso de ameaças graves ou imediatas, há a consulta à assembleia nacional, que declara estado de emergência. O presidente é eleito por meio do voto direto e popular para um mandato de cinco anos. Embora em 2005 o tempo de mandato tenha sido abolido na constituição, ainda é permitido ao presidente permanecer no poder por mais de cinco anos.
O sistema legal do Chade é baseado no direito civil francês e no direito alfandegário, onde este último interfere na ordem pública ou em garantias constitucionais de igualdade. Apesar de a garantia da constituição da independência do poder judiciário, é o presidente que nomeia a maioria dos funcionários judiciais. As jurisdições mais altas do sistema jurídico, a Suprema Corte de Justiça e o Conselho Constitucional, têm voltado plenamente operativos. A Suprema Corte é formada pelo chefe da justiça, nomeado pelo presidente e quinze vereadores, designados vitalícios pelo presidente e assembleia nacional. O tribunal está encabeçado por nove juízes eleitos para um período de nove anos. Este tribunal se encarrega de examinar a legislação, os tratados e acordos internacionais antes de sua adoção.
A assembleia nacional representa o poder legislativo. Encontra-se formada por 155 membros, eleitos para um período de quatro anos, que se reúnem anualmente em três ocasiões. A assembleia contém apenas duas sessões ordinárias ao ano, a partir de março e outubro e pode celebrar sessões especiais apenas quando o primeiro-ministro o convocar. O presidente da assembleia é eleito pelos deputados a cada dois anos, que tem a tarefa de firmar ou retardar as leis recém-aprovadas dentro de um prazo de quinze dias. A assembleia nacional deve aprovar um projeto de lei do primeiro-ministro e ainda pode obrigar a demiti-lo através de um voto de maioria não confiante. Entretanto, a assembleia nacional retarda um projeto de lei do poder executivo mais de duas vezes ao ano, o presidente pode dissolver a assembleia e exigir novas eleições legislativas. Na prática, o presidente exerce uma influência considerável na assembleia nacional por meio de seu partido, o Movimento Patriótico de Salvação (MPS), que possui a grande maioria dos assentos.

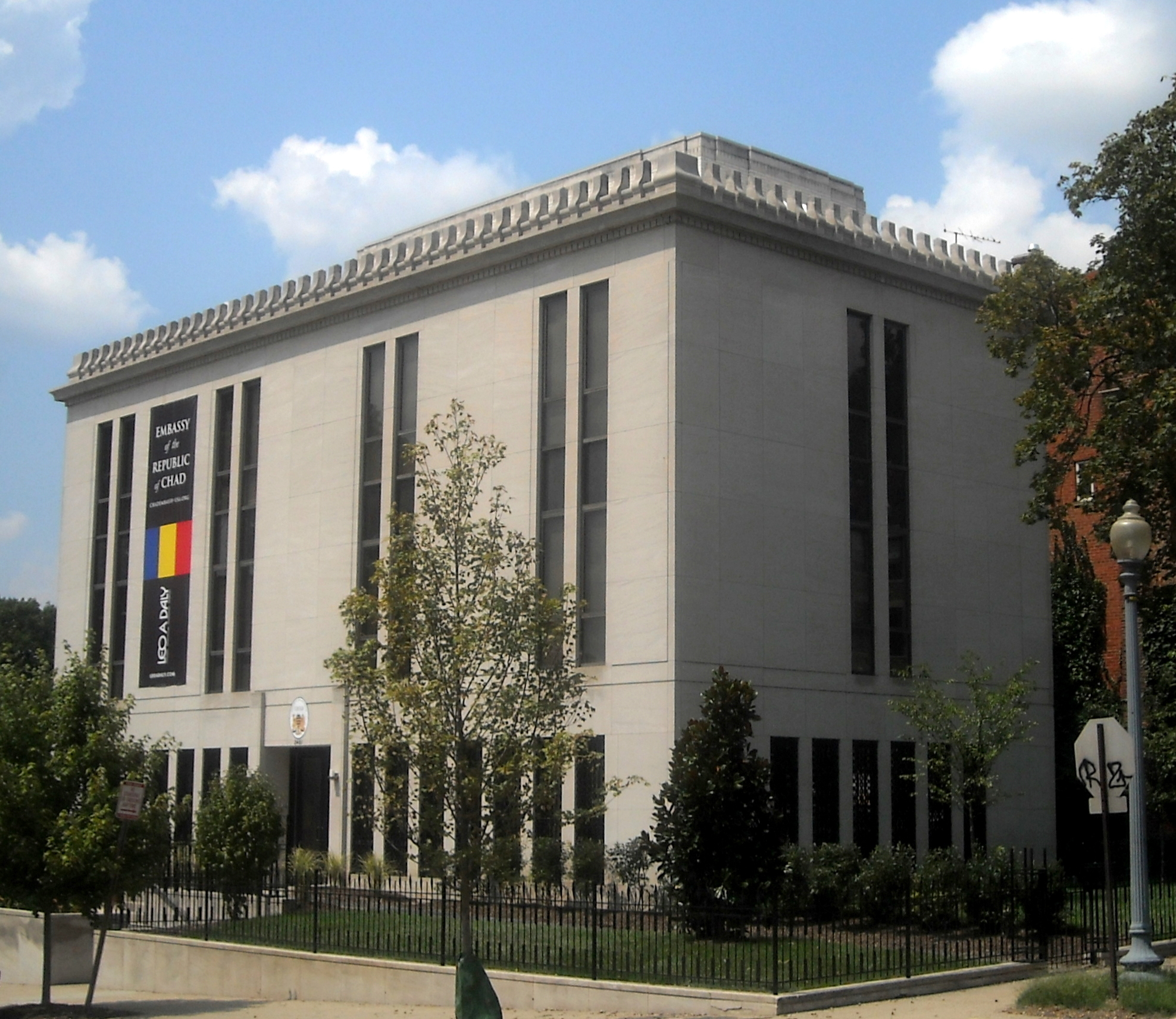
Embaixada do Chade em Washington, D.C., Estados Unidos

Até a legalização dos partidos políticos de oposição em 1992, o MPS foi o único partido legal no Chade. Desde então, 78 partidos políticos ativos foram registrados. Em 2005, partidos de oposição e organizações de direitos humanos aprovam o boicote por meio de um referendo constitucional que permitia a Déby ser eleito para um terceiro mandato, em meio a informes irregulares no registro de votantes e à censura dos meios de comunicação por parte do governo durante as campanhas. Foi realizado um julgamento correspondente às eleições presidenciais de 2006 como uma conformidade, já que a oposição considerava que as eleições fossem fraudadas e haviam sido boicotadas.
A maioria dos principais conselheiros do presidente Idriss Déby são membros da tribo zagaua, ainda que personalidades de oposição no sul também estejam representados no governo. Atualmente, Déby enfrenta a oposição de grupos armados que se encontram profundamente divididos por enfrentamentos de liderança, unidos com a intenção de derrotá-lo. Estas forças romperam a capital em 13 de abril de 2006, porém foram paradas em última estância. A influência estrangeira de maior peso no Chade é da França, que mantém tropas no país. Déby apoia os franceses para reprimir os rebeldes, enquanto a França brinda o apoio do exército chadiano, por temor a um colapso completo da estabilidade regional. Porém, as relações entre França e Chade se empenharam por trás da concessão de direitos à empresa de petróleo estadunidense Exxon em 1999.
No Chade a corrupção abrange todos os níveis; no Índice de Percepção da Corrupção de 2005 divulgado pela Transparência Internacional, o Chade foi classificado como o país mais corrupto do mundo, encontrando-se na parte final da lista nos anos seguintes. Em 2007, alcançou apenas 1,8 dos dez pontos possíveis no índice de percepção da corrupção, onde apenas Tonga, Uzbequistão, Haiti, Iraque, Mianmar e Somália obtiveram uma pontuação mais baixa que o Chade. Ainda existem muitas críticas contra o presidente Déby, que é acusado de endogamia e tribalismo.

## Subdivisões

Divisão política do Chade

Desde 2012, o Chade está dividido em 23 províncias. Em 2018, o governo nacional publicou uma nova portaria sobre a criação de unidades administrativas e comunidades autônomas, dividindo o território nacional em 23 províncias, 107 departamentos e 377 comunas. Os nomes das antigas regiões administrativas permanecem os mesmos, mas agora elas foram rebatizadas como “províncias”. A última grande reforma em julho de 2024, objeto da Portaria nº 001/PR/2024, reestruturou as unidades administrativas em 23 províncias, 120 departamentos e 454 subprefeituras. A cidade de Jamena tem status especial de capital do país e está dividida em 10 arrondissements.
A subdivisão do Chade surgiu em um processo de descentralização, quando o governo aboliu as quatorze prefeituras anteriores. Essas unidades administrativas foram projetadas para atuar como retransmissores do Estado em nível local. Cada província (ou região, como foi anteriormente conhecida entre 2002 e 2018) é encabeçada por um governador designado pela presidência. A reforma institucional que introduziu uma nova organização administrativa para o país reorganizou não também os departamentos, administrados por um prefeito, e subdivididos em subprefeituras. No nível mais baixo estão os cantões. Formalmente cada entidade territorial deve ser governada por uma assembleia eleita, embora não tenham sido realizadas eleições para instalar essas assembleias locais.
| Província        | Capital                                              |
| ---------------- | ---------------------------------------------------- |
| Barh El Gazel    | Mussoro                                              |
| Batha            | Ati                                                  |
| Borku            | Faya-Largeau                                         |
| Chari-Baguirmi   | Massenya                                             |
| Ennedi Leste     | Am-Djarass                                           |
| Ennedi Oeste     | Fada (Chade)                                         |
| Guéra            | Mongo                                                |
| Hadjer-Lamis     | Massakory                                            |
| Jamena           | (capital do país e com status especial de província) |
| Kanem            | Mao                                                  |
| Lac              | Bol                                                  |
| Logone Ocidental | Mundu                                                |
| Logone Oriental  | Doba                                                 |
| Mandul           | Kumra                                                |
| Mayo-Kebbi Oeste | Pala                                                 |
| Mayo-Kebbi Leste | Bongor                                               |
| Médio Chari      | Sarh                                                 |
| Salamat          | Am Timan                                             |
| Sila             | Goz Beïda                                            |
| Tanjilé          | Laï                                                  |
| Tibesti          | Bardaï                                               |
| Uadai            | Abéché                                               |
| Wadi Fira        | Biltine                                              |

## Economia

Principais produtos de exportação do Chade em 2019.

O Índice de Desenvolvimento Humano da ONU coloca o Chade como o sétimo país mais pobre do mundo, já que 80% da população vive abaixo da linha de pobreza. Seu PIB per capita em 2005 foi estimado em 1 600 dólares. O Chade é membro do Banco dos Estados da África Central e da Comunidade Econômica dos Estados da África Central. Sua moeda é o franco CFA. A guerra civil afastou os investidores estrangeiros, que deixaram o Chade entre 1979 e 1982; apenas recentemente têm começado a recuperar a confiança no futuro econômico do país. Desde 2000 um importante investimento estrangeiro derivado do setor petrolífero começou, o qual deu impulso às perspectivas econômicas.
Mais de 80% da população sobrevive da agricultura de subsistência e garantia ao seu sustento. Os cultivos e a localização dos rebanhos é determinado pelo clima local. Na zona mais austral do território, encontram-se 10% das terras agrícolas mais férteis do país, com cultivos ricos de sorgo e milhete. No Sael crescem apenas as variedades mais duras do milho, ainda que no sul a quantidade seja menor. Por outro lado, a região do Sael é ideal ao pastoreio de rebanhos maiores, como cabras, ovelhas, burros e cavalos. Os oásis dispersos pelo Deserto do Saara só produzem tâmaras e alguns legumes. Antes do desenvolvimento da indústria petrolífera, quem dominava o mercado de trabalho era a indústria do algodão e representava mais de 80% dos lucros das exportações. O algodão ainda segue sendo a principal atividade exportadora, embora ainda não disponha de cifras exatas. A reabilitação de uma empresa de algodão mais importante do Chade, a Cotontchad, provocou um declínio nos preços do algodão a nível mundial, financiada por França, Países Baixos, União Europeia e Banco Internacional para Reconstrução e Desenvolvimento, onde se espera que a empresa paraestatal passe ao setor privado.

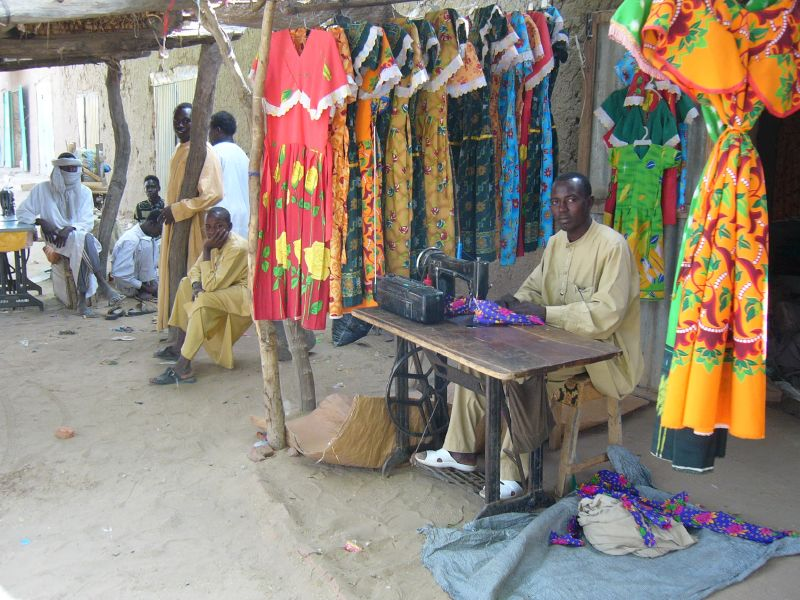
Comércio chadiano de trajes típicos

A ExxonMobil lidera um consórcio entre a Chevron e a Petronas, que investiram 3,7 milhões de dólares na exportação das reservas de petróleo no sul do Chade, estimadas em milhões de barris. A produção de petróleo começou em 2003 com a realização de um oleoduto (financiado em parte pelo Banco Mundial), que une milhares de jazidas da região sul a terminais da costa atlântica de Camarões. Como condição à sua assistência, o Banco Mundial insistiu que 80% dos investimentos de petróleo foram gastos em projetos de desenvolvimento humano. Em janeiro de 2006, o Banco Mundial suspendeu seu projeto de empréstimos quando o governo do Chade aprovou leis para reduzir os investimentos feitos por esses programas. Em 14 de julho de 2006, Banco Mundial e Chade firmaram um estudo de entendimento em virtude do qual o governo chadiano se comprometeu a outorgar 70% de seus investimentos em programas que visam a redução a pobreza.
De acordo com as Nações Unidas, o Chade tem sido afetado por uma crise humanitária, pelo menos desde 2001. A partir de 2008, o Chade hospeda mais de 280 000 refugiados da região de Darfur, no Sudão, além de mais de 55 000 da República Centro-Africana, bem como mais de 170 000 pessoas deslocadas internamente.

## Infraestrutura

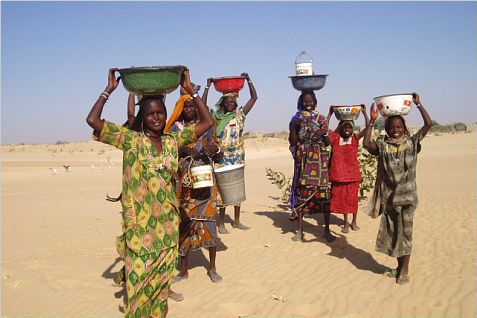
Mulheres carregando baldes de água na cabeça, em Mao. O acesso à água potável também é um dos graves problemas enfrentados pela população do Chade.

A educação enfrenta restos consideráveis devido à dispersão da população do país e a um certo grau de renúncia por parte dos pais a enviar seus filhos à escola. Ainda que a assistência seja obrigatória, apenas 68% das crianças frequentam o ensino primário e mais da metade da população é analfabeta. A educação superior é distribuída na Universidade de Jamena. Muitas cidades chadianas também enfrentam graves dificuldades quando à infraestrutura municipal: apenas 48% dos residentes urbanos têm acesso à água potável e apenas 2% a condições de saneamento básico.
O sistema de telecomunicações é simples, porém caro. O serviço de telefonia fixa proporciona a companhia telefônica de estado SotelTchad. Existem apenas quatorze mil linhas telefônicas fixas no Chade, um dos mais baixos índices de densidade de linhas telefônicas do mundo. A audiência televisiva no país é limitada à capital, Jamena. A única emissora de televisão no país é a TeleTchad. O rádio tem um alcance muito maior, com três estações de rádio privadas. Os jornais estão limitados em quantidade e distribuição e as cifras de circulação são muito pequenas devido aos custos com transporte, baixas taxas de alfabetização e pobreza. Enquanto a Constituição defende a liberdade de expressão, o governo tem restringido regularmente este direito e no final de 2006 começou uma censura prévia sobre os meios de comunicação.
A guerra civil parou o desenvolvimento na infraestrutura do transporte. No Chade, só existiam trinta quilômetros de estradas pavimentadas em 1987. Projetos posteriores de reabilitação ampliaram a rede para 550 quilômetros em 2004. Porém, a rede de transportes ainda é limitada, já que ainda não pode ser utilizada durante vários meses do ano. Sem nenhuma ferrovia, o Chade depende fortemente do sistema ferroviário de Camarões ao transporte de suas exportações e importações até e desde o porto de Duala. Existe um aeroporto internacional, localizado na capital, que oferece voos diretos regulares a Paris e a várias cidades africanas
O setor energético chadiano sofreu durante vários anos uma má gestão da empresa paraestatal "Sociedade de Energia e Água do Chade" (STEE), que fornece energia para apenas 15% dos chadianos que vivem na capital e cobre uma demanda de apenas 1,5% da população nacional, o que obriga muitos chadianos a usarem combustíveis a partir da biomassa, como esterco animal e madeira.

## Cultura
| Data           | Nome em português             |
| -------------- | ----------------------------- |
| 1º de janeiro  | Ano-Novo                      |
| 1º de maio     | Dia do Trabalho               |
| 25 de maio     | Dia da Liberdade Africana     |
| 11 de agosto   | Dia da Independência          |
| 1º de novembro | Dia de Todos os Santos        |
| 28 de novembro | Festa da República            |
| 1º de dezembro | Dia da liberdade e democracia |
| 25 de dezembro | Natal                         |

Devido à sua grande variedade de idiomas e povos, o Chade possui um rico patrimônio cultural. O governo do Chade tem promovido ativamente sua cultura e tradições orais, abrindo o Museu Nacional do Chade e o Centro Cultural do Chade. Ao longo dos anos, os chadianos celebram seis festas nacionais e duas festas móveis que incluem a festividade cristã da Segunda-feira de Páscoa e as festividades muçulmanas de Eid ul-Fitr, Eid al-Adha e Eid Milad Nnabi.
Quanto à música, os chadianos tocam instrumentos como o kinde, um tipo de harpa de arco; o kakaki, instrumento largo feito de estanho e o hu hu, instrumento feito de cordas que usam cabaças de alta-voz. Outros instrumentos e combinações estão vinculados a grupos étnicos específicos: os sara preferem assovios, harpas e tambores kodjo; enquanto os canembus combinam sons de tambores com instrumentos de sopro.
Em 1964, foi formado o grupo musical Chari Jazz, que se tornou palco da música moderna no Chade. Mais tarde, grupos com mais reputação, como African Melody e International Challal tentaram unir a modernidade e a tradução em suas músicas. Grupos populares, como o "Tibesti", têm-se expandido com maior rapidez à sua herança cultural ao interpretar a música Sai, estilo tradicional do sul do Chade. O povo chadiano tem desprezado de forma habitual a música moderna. No entanto, desde 1995, um maior interesse se desenvolveu e fomentou a distribuição de CDs e videocassetes de áudio de artistas chadianos. A pirataria e a falta de garantias jurídicas aos direitos dos artistas segue sendo problemas ao desenvolvimento da indústria musical no Chade.
O millet é o principal prato típico do país. É usado para fazer bolos de massa que submergem em diversas salsas. No norte, este prato é conhecido como alsyh e, no sul, como biya. O pescado também é popular, sendo geralmente preparado e vendido como salanga (Hydrocynus e Alestes secados ao sol e ligeiramente defumados) ou como banda (maiores e defumados). O carcagem é uma bebida doce muito popular no país, extraída a partir de folhas do hibisco. Entretanto, as bebidas alcoólicas, ausentes na região norte, são muito populares no sul, onde as pessoas bebem cerveja feita com espécies do milho, conhecida como billi-billi, feita a partir do milho vermelho e coshate quando é feita a partir do milho branco.
Assim como em outros países do Sael, o Chade padece de uma seca econômica, política e espiritual que afetou os escritores mais conhecidos. Os autores chadianos foram obrigados a escrever no exílio, contribuindo com obras muito ligadas a certos temas, como a opressão política e o discurso histórico. Desde 1962, vinte autores chadianos escreveram mais de sessenta obras de ficção científica. Entre os escritores mais reconhecidos internacionalmente encontram-se Joseph Brahim Seïd, Baba Moustapha, Antoine Bangui e Koulsy Lamko. Em 2003, o único grupo crítico literário, Ahmat Taboye, publicou seu livro Anthologie de la littérature tchadienne para aprofundar o conhecimento da literatura do Chade a nível mundial e entre os jovens; e para compensar as faltas de editoriais e campanhas de promoção de leitura no país.
A audiência televisiva no país é limitada a N'Djamena. A única estação de televisão é a estatal Télé Tchad. A rádio tem um alcance muito maior, com treze estações de rádio privadas. Os jornais são limitados em quantidade e distribuição, e os números de circulação são baixos devido aos custos de transporte, baixas taxas de alfabetização e pobreza. Embora a constituição defenda a liberdade de expressão, o governo regularmente restringe esse direito e, no final de 2006, começou a decretar um sistema de censura prévia à mídia.
O desenvolvimento da indústria cinematográfica no Chade sofreu diversos efeitos com a guerra civil e a falta de cinemas em todo país. O primeira longa-metragem criado no Chade foi Bye Bye Africa, realizado em 1999 por Mahamat Saleh Haroun. Seu filme posterior, Abouna, foi duramente recebido com críticas; e sua obra Daratt ganhou um prêmio especial do jurado no Festival de Veneza em 2006. Issa Serge Coelo dirigiu outros filmes no Chade: Daresalam e DP75: cidade de Tartina.
O esporte mais popular no Chade é o futebol. A Seleção Chadiana de Futebol participa de competições internacionais, incluindo alguns futebolistas da equipe francesa. O basquete e a luta livre são outros dos esportes mais praticados no país.